# Fluoroscopie

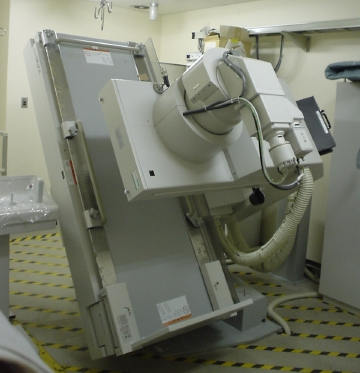
Een moderne fluoroscoop.

Fluoroscopie of doorlichting is een techniek voor röntgenonderzoek waarbij de patiënt gedurende langere tijd doorstraald wordt met röntgenstraling die wordt gedetecteerd met een doorlichtingsscherm, zodat kan worden bekeken hoe de afgebeelde lichaamsdelen bewegen of hoe een zich in het beeld bevindende sonde of katheter zich verplaatst tijdens een operatie.

## Toepassing
- angiografie, opnamen van de (slag)aders in benen en hersenen en bij onder meer hartkatheterisatie
- bij een slikfoto (X-slik) wordt de patiënt doorgelicht, zodat de contrastvloeistof (bariumpap) gevolgd kan worden.
- orthopedische chirurgie
- urologische chirurgie, vooral retrograde pyelografie (zichtbaar maken nieren, urineleiders en blaas)
- inbrengen centrale katheters
- inbrengen pacemakers en cardioverter defibrillatoren

## Dosis
Door het gebruik van zeer gevoelige detectoren kan de stralingsbelasting (dosis) binnen acceptabele grenzen worden gehouden als niet te lang wordt belicht. De dosis hangt af van de massa van de patiënt en de duur van de belichting. Doses op de huid van 20-50 mGy/min worden genoemd, maar de dosis kan hoger uitvallen. Bij 50 mGy/min wordt een grens van 1 Gy die de Amerikaanse FDA noemt in 20 min. bereikt.
De langdurige belichtingen die ernstig verbrande huid kunnen opleveren maken veelal deel uit van levensreddende operaties.